# Еслинген ам Некар
Еслинген ам Некар (њем. Esslingen am Neckar) град је у њемачкој савезној држави Баден-Виртемберг. Једно је од 44 општинска средишта округа Еслинген. Према процјени из 2010. у граду је живјело 91.573 становника. Посједује регионалну шифру (AGS) 8116019.

## Географски и демографски подаци
Еслинген ам Некар се налази у савезној држави Баден-Виртемберг у округу Еслинген. Град се налази на надморској висини од 241 метра. Површина општине износи 46,4 km². У самом граду је, према процјени из 2010. године, живјело 91.573 становника. Просјечна густина становништва износи 1.973 становника/km².